# GBU-24 Paveway III

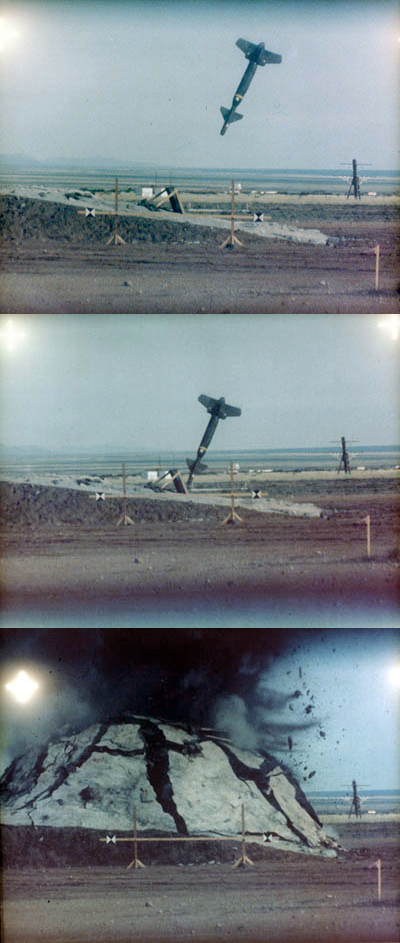
GBU-24 з лазерним наведенням (варіант боєголовки BLU-109) вражає ціль.

GBU-24 Paveway III — американська авіаційна бомба з лазерним наведенням, створена на базі Mk 84, від неї відрізняється наявністю лазерної системи наведення та крилами для коригування траєкторії польоту. GBU-24 відноситься до третього покоління високоточних авіабомб сімейства Paveway. Боєприпас уведений в експлуатацію у 1983 році, нині стоїть на озброєнні військово-повітряних сил США та інших країн НАТО.
Пакет наведення Paveway складається з комплекту наведення, прикріпленого до носової частини зброї та комплекту крил, прикріпленого до задньої частини для забезпечення стабільності та більшої дальності.
Порівняно з сімейством GBU-10 або сімейством Paveway II, GBU-24 летить далі завдяки більш ефективній технології наведення. Однак комплект наведення Paveway III дорожчий, тому GBU-24 більше підходить для боротьби з добре захищеними цілями високої вартості.

## Варіанти БЧ
- Mk. 84 — 910 кілограмів (2000 фунтів) загального призначення
- BLU-109 — пробивна протибункерна бомба вагою 910 кілограмів (2000 фунтів)
- BLU-116 — вдосконалена унітарна пробивна протибункерна бомба
- CPE-800 — використовується в BPG-2000, аналогічній іспанській зброї

## Принцип дії
Бомба потребує імпульсно-кодованого лазерного наведення, щоб почати наводитися на ціль; це може бути надано літаком-носієм, іншим літаком (Buddy Lasing) або наземним лазерним вказівником. Після скидання з літака-носія термальна батарея комп'ютера наведення спрацьовує, щоб подати живлення; виводиться армуючий дріт для запалу; крила розправляються; та залежно від конфігурації активується або турбогенератор, або запобіжний вимикач (для живлення запобіжника).
Як тільки це сталося, система наведення направляє бомбу до визначеної точки удару. Якщо лазерне підсвічування втрачається, бомба перестає керуватися та йде приблизно за балістичною траєкторією, хоча втручання з боку системи наведення може призвести до того, що бомба відхилиться від курсу. Хоча GBU-24 є керованою, вона не є реактивною зброєю, тобто не має власного двигуна. Її дальність, таким чином, залежить від швидкості літака, висоти, швидкості вітру тощо. GBU-24 досить точна (КІВ менше 10 метрів) щоб влучити у вентиляційні шахти укріплених цілей, хоча точність зазвичай залежить від здатності правильно навести лазер, а не від здатності бомби влучити в точку удару.

## Носії
- B-1
- B-2
- B-52
- F4-E AUP
- F-14 Tomcat (до зняття Tomcat з озброєння ВМС США)
- F-15E
- F-16 (MLU, Block 40/42, Block 50/52, Block 30 SCU8)
- F/A-18
- F-111C AUP
- F-117
- Panavia Tornado
- Eurofighter Typhoon
- Mirage 2000
- Rafale
- MQ-20 Avenger[1]